# 捷豹XJS
捷豹XJS，英國捷豹車廠於1975至1996年間所生產的豪華旅行車，可以細分為轎跑車及敞篷車型號。長達20年的生產期共分為3個世代，總數目為115,413輛。

## 伸延閱讀
- Long, Brian. . Dorchester: Veloce Publishing. 2004. ISBN 1-904788-20-3.

## 外部連結
- Buyer’s Guide Jaguar XJS （页面存档备份，存于）
- Photos and a short article about the Daimler XJS prototype （页面存档备份，存于）
- 中的“Jaguar”
- Jaguar Clubs of North America （页面存档备份，存于）
- Jaguar Performance – UK （页面存档备份，存于）
- Jaguar Upgrades & Renewals – UK （页面存档备份，存于）
- v12s – USA （页面存档备份，存于）
- Jaguar Performance & Cooling – USA （页面存档备份，存于）
- Jaguar International Racing （页面存档备份，存于）